# District de Békés
Le district de Békés (en hongrois : Békési járás) est un des 9 districts du comitat de Békés en Hongrie. Créé en 2013, il compte 37 259 habitants et rassemble 7 localités : 5 communes et deux villes dont Békés, son chef-lieu.
Cette entité existait déjà auparavant, jusqu'à la réforme territoriale de 1983 qui a supprimé les districts.

## Localités
- Békés
- Bélmegyer
- Kamut
- Köröstarcsa
- Mezőberény
- Murony
- Tarhos